# یواس‌اس ماهونینگ کانتی (ال‌تی‌اس-۹۱۴)
یواس‌اس ماهونینگ کانتی (ال‌تی‌اس-۹۱۴) (به انگلیسی: USS Mahoning County (LST-914)) یک کشتی بود که طول آن ۳۲۸ فوت ۰ اینچ (۹۹٫۹۷ متر) بود. این کشتی در سال ۱۹۴۴ ساخته شد.